# بوریه ملویگ
بوریه ملویگ (سوئدی: Börje Mellvig؛ ‏ ۲۳ نوامبر ۱۹۱۱ – ۷ نوامبر ۱۹۹۸) کارگردان فیلم، بازیگر و فیلم‌نامه‌نویس اهل سوئد بود.
از فیلم‌ها یا برنامه‌های تلویزیونی که وی در آن نقش داشته‌است، می‌توان به لبخندهای یک شب تابستانی و مادربزرگ و پروردگارمان اشاره کرد.